# 劇場版 ゲゲゲの鬼太郎 日本爆裂!!
『劇場版 ゲゲゲの鬼太郎 日本爆裂!!』（げきじょうばん ゲゲゲのきたろう ニッポンバクレツ!!）は、2008年12月20日に公開された『ゲゲゲの鬼太郎』第5期テレビシリーズの劇場版作品。配給は東映。カラー。ビスタサイズ。ドルビーデジタル。上映時間は83分。

## 解説
映画シリーズでは本作から前作までのセル画からデジタル制作に移行した。2008年はテレビアニメ『ゲゲゲの鬼太郎』が1968年の第1期放送開始から40周年となる節目の年に当たり、第5シリーズとしては初の長編アニメーション映画である本作は40周年を締めくくるビッグプロジェクトと位置付けられている。この映画の出来事は当時はまだ放送中だったTVシリーズ最終回（第100話）の後に起きた事件とされ、劇中に合計120体の妖怪が登場する。結果的に第5シリーズの最終エピソードとなった。
ストーリーは完全オリジナル。特色として公開地域別の「ご当地バージョン」があり、ネコ娘が本編のワンシーンにおいて上映地域にちなんだコスプレを披露し、各地の名所を駆け抜ける（名所の詳細は公式サイトを参照）。DVDやブルーレイではそのご当地全てを収録。
本編の前にはおまけ映画として「ゲゲゲ祭りだ!! 五大鬼太郎」が上映された。この映画にはかつてのデザイン（色彩）を再現した鬼太郎が登場、なおかつ今まで鬼太郎を演じた野沢雅子、戸田恵子、松岡洋子も出演し、かつての鬼太郎を演じている。劇中には映像のみだが歴代猫娘、歴代ねずみ男、歴代一反木綿も登場している。
DVDレンタルは2009年6月12日。DVD&ブルーレイ発売は2009年6月21日。

## ストーリー
風祭華は、最近起こり始めた身の回りの怪奇現象に悩み、幼い頃祖母より教わった「ゲゲゲの鬼太郎」に助けを求める手紙を出す。
その声に応じた鬼太郎だったが、華は鏡爺に連れ去られ、同時に家族は華の記憶を失ってしまった。鬼太郎も鏡の世界に閉じ込められ、仲間たちは全国各地に飛ばされてしまった。
何とか脱出する鬼太郎と華だったが、家族に忘却されたショックから華の頭に「人間の世界なんか壊れてしまえばいいのに」と世界の消滅を望む思いが過ぎり、それをキッカケに妖怪たちに異変が起こりはじめた。さらにその陰では、閻魔大王すら苦しめた恐るべき真の黒幕・古代妖怪ヤトノカミが復活しようとしていた。
鬼太郎はヤトノカミの復活を阻止しようとするが、ヤトノカミは華の魂を取り込み復活してしまう。圧倒的な力に全く歯が立たない鬼太郎だが、改心した鏡爺の協力で華の魂を取り戻し、四十七士の力も借りてヤトノカミを倒すことに成功するのだった。

## 登場キャラクター

### 鬼太郎とその仲間
鬼太郎
主人公。華を助けるために、ヤトノカミと戦う。
目玉おやじ
本作でも物知りで妖怪に詳しいところを随所で見せている。
ネコ娘
日本各地に飛ばされてしまい、妖怪横丁に帰れなくなり焦る。
ねずみ男
マヤに変身した大蛇女に利用され、鬼太郎を裏切る振りをして影で鬼太郎を救い出し、彼に協力する。
砂かけ婆
本作でも得意の砂かけ攻撃を披露する。
子泣き爺
北海道に飛ばされてしまう。
ぬりかべ
本作でも怪力を見せる。
一反もめん
沖縄県に飛ばされてしまう。
閻魔大王
過去にヤトノカミと戦って封印したが、その際に地上に被害が出たことがあり、鬼太郎に事件の異変を知らせる。

### 妖怪横丁
蒼坊主
偶然ネコ娘と出会い、共に今回の異変に気付く。
ぬりかべ女房
ピンクの体色を使って壁と合体していた。
かわうそ
本作でも口から水を吐く攻撃を披露。
アマビエ
本作でもかわうそとコンビで活躍する。
呼子
本作でも呼び声による攻撃の大音響を見せる。
この他にも、小豆洗い、傘化け、油すまし、妖怪横丁の会長などが登場する。

### 妖怪四十七士
日本列島47都道府県のご当地妖怪。鉄鼠以降の未覚醒の妖怪は呼子の呼び声によって覚醒した。
雪女（葵、山形県）
赤舌（青森県）
夜道怪（埼玉県）
なまはげ（秋田県）
タンコロリン（宮城県）
座敷童子（岩手県）
火車（島根県）
輪入道（京都府）
白坊主（大阪府）
岩魚坊主（岐阜県）
波小僧（静岡県）
アカマタ（沖縄県）
猫又（ノラ、富山県）
亀姫（福島県）
長壁姫（兵庫県）
天狗（黒鴉、群馬県）
以上はすでに覚醒していた妖怪たち。
鉄鼠（滋賀県）
刑部狸（愛媛県）
一本ダタラ（和歌山県）
磯女（長崎県）
すねこすり（岡山県）
ひょうすべ（佐賀県）
山爺（高知県）
雷獣（栃木県）
セコ（大分県）
ミンツチ（北海道）
わいら（茨城県）
かぶきり小僧（千葉県）
一つ目小僧（東京都）
みかり婆（神奈川県）
団三郎ムジナ（新潟県）
若狭の人魚（福井県）
ヤカンズル（長野県）
松の精霊（愛知県）
一目連（三重県）
おさん狐（広島県）
手洗い鬼（香川県）
次第高（山口県）
ヤンボシ（宮崎県）

### 悪者妖怪サミット
ぬらりひょん
鬼太郎の宿敵で手下の朱の盆達と共に日本代表として参加し、鬼太郎が窮地に落ちた時、一喝し、鬼太郎が世界を救った際、「これが日本妖怪の力だ」と満足気に去って行った。
バックベアード
西洋妖怪の首領で主催者兼アメリカ代表として他の西洋妖怪たちと共に鬼太郎の戦いを見ていた。

### ゲストキャラクター
風祭 華（かざまつり はな）
中学生の少女。黒髪のポニーテールが特徴。文武両道で、呼子から「完璧な美人」と評される。その一方で、心優しい性格にも関わらず母親の教育方針もありそっけない態度をするせいで周囲からはきつく冷たい性格と思われて友達はいない。実は彼女の中にはヤトノカミの魂の一部が封印されており、ヤトノカミの卑劣な策略により、世界を滅びを望ませられ、魂を抜き取られるも鬼太郎や琴、鏡爺によって救われる。
風祭 京夜（かざまつり きょうや）
華の弟と思われたが、実は妖力で風祭家の人々の記憶を操作して存在しない弟として潜入したヤトノカミの仮の姿。弟を演じながら華の周囲との絆を徐々に壊す計略を実行し、風祭家の人々や周囲の人間から華の記憶を消して彼女を絶望させるまで追い込み、真の姿を現した。
風祭 琴（かざまつり こと）
華の母。鏡爺には「お琴ちゃん」と呼ばれている。かつては優しい性格だったがヤトノカミの術にかかり華のことを忘れてしまい、冷たい人間になるも解放された後、鏡爺や華のことを思い出し、本来の自分を取りもどした。
華の祖母
華が幼い頃に鬼太郎を教えた。
鏡爺
鏡に出入りすることができる老人の妖怪。ヤトノカミに利用されてしまう。
日比野 マヤ（ひびの マヤ）
華の担任教師と思われたが、正体はヤトノカミの牙の欠片から生まれた大蛇女。ねずみ男が惚れられ、彼女も彼の中の孤独を気に入るもねずみ男から「自分は孤独なんかじゃない」と否定された。
ヤトノカミ
本作の黒幕。残忍で凶暴な性格の蛇神。閻魔大王に敗れ封印されていた。

## スタッフ
- 原作：水木しげる
- シリーズ構成、脚本：三条陸
- 脚本監修：京極夏彦
- 音楽：横山菁児
- キャラクターデザイン：上野ケン
- 総作画監督：浅沼昭弘
- 作画監督補佐：仲条久美、薮本陽輔、信実範子、袴田祐二
- 美術監督：本間禎章
- 色彩設計：辻田邦夫
- デジタル合成監督：白鳥友和
- CG監督：森田信廣
- 録音：池上信照
- 音響効果制作：スワラプロ
- 音響効果：今野康之
- 録音スタジオ：タバック
- 編集：福光伸一
- 製作担当：柳義明
- ドルビーフィルム・コンサルタント：森幹生、河東努、コンチネンタルファーイースト（株）
- オンライン編集：TOVIC
- アニメーション制作：東映アニメーション
- プロデューサー：情野誠人（フジテレビ）、池田慎一（読売広告社）、櫻田博之（東映アニメーション）
- チーフプロデューサー：木村京太郎（読売広告社）
- 監督：古賀豪

## キャスト

### 日本爆裂!!
- 鬼太郎：高山みなみ
- 目玉おやじ：田の中勇
- ネコ娘：今野宏美
- ねずみ男：高木渉
- 砂かけ婆：山本圭子
- 子泣き爺、ぬりかべ：龍田直樹 ※ポスターやパンフレット、DVDなどにはぬりかべも表記されているが、エンディングクレジットでは子泣き爺のみ表記。
- 一反もめん：八奈見乗児
- 風祭華：小林沙苗
- 風祭京夜：藤田淑子
- 華の母：折笠愛
- 華の祖母：江森浩子
- ヤトノカミ：小杉十郎太
- 鏡爺：石塚運昇
- 日比野マヤ：半場友恵
- 蒼坊主：古川登志夫
- ぬりかべ女房：田中真弓
- かわうそ：丸山優子
- アマビエ：池澤春菜
- 呼子：中山さら
- 小豆あらい：小西克幸
- 傘化け：高戸靖広
- つるべ落とし：江川央生
- 閻魔大王：郷里大輔
- 五官王：広瀬正志
- 宋帝王：竹本英史
- アカマタ：立木文彦
- 夜道怪：中田譲治
- 執事：織田優成
- 生徒：松原大典
- 強盗：藤本たかひろ
- ぬらりひょん：青野武
- ベアード：柴田秀勝
- 天狗ポリス：京極夏彦（特別出演）
- のり平：小林のり一（特別出演）
- 大塚キャスター：大塚範一（特別出演、本人役）
- 高島アナウンサー：高島彩（フジテレビアナウンサー〈当時〉）（特別出演、本人役）
- 皆藤キャスター：皆藤愛子（特別出演、本人役）
- 中田横浜市長：中田宏（横浜市長〈当時〉、関東・甲信越版のみ）（特別出演、本人役）
- 東国原宮崎県知事：東国原英夫（宮崎県知事〈当時〉、九州・沖縄版のみ）（特別出演、本人役）

### ゲゲゲまつりだ!!五大鬼太郎
- 一期鬼太郎・二期鬼太郎：野沢雅子（特別出演）
- 三期鬼太郎：戸田恵子（特別出演）
- 四期鬼太郎：松岡洋子（特別出演）
- 五期鬼太郎：高山みなみ
- 目玉おやじ：田の中勇
- ネコ娘：今野宏美
- ねずみ男：高木渉
- のり平鬼太郎：小林のり一（特別出演）

## 主題歌
- ゲゲゲの鬼太郎
  - 作詞：水木しげる 作曲：いずみたく 編曲：ザ50回転ズ 歌：ザ50回転ズ、妖怪横丁レギュラーズ（高山みなみ、田の中勇、高木渉、今野宏美、龍田直樹、八奈見乗児）
  - テレビシリーズで使用したものに鬼太郎ファミリーが「妖怪横丁レギュラーズ」名義で参加している。また、鬼太郎ファミリー以外の妖怪横丁レギュラーズが参加したバージョンもある。

## ご当地バージョン
| バージョン   | 地区            | 観光名所                                                  | コスプレ           |
| ------------ | --------------- | --------------------------------------------------------- | ------------------ |
| 北海道・東北 | 宮城県          | 白謙かまぼこ店                                            | 独眼竜正宗の鎧武者 |
| 北海道・東北 | 岩手県          | 安比高原スキー場                                          | マラソンランナー   |
| 北海道・東北 | 青森県          | 青函トンネル スーパー白鳥                                 | マラソンランナー   |
| 北海道・東北 | 秋田県          | 康楽館                                                    | マラソンランナー   |
| 北海道・東北 | 山形県          | 八文字屋                                                  | マラソンランナー   |
| 北海道・東北 | 福島県          | スパリゾートハワイアンズ                                  | マラソンランナー   |
| 北海道・東北 | 北海道          | JR札幌駅・えきスタ                                        |                    |
| 関東・甲信   | 神奈川県 横浜市 | 赤レンガ倉庫 中田宏横浜市長                               | チャイナドレス     |
| 関東・甲信   | 東京都          | フジテレビ・めざましテレビ                                | マラソンランナー   |
| 関東・甲信   | 山梨県          | 富士山                                                    | マラソンランナー   |
| 関東・甲信   | 長野県          | いいづなリゾートスキー場                                  | マラソンランナー   |
| 関東・甲信   | 群馬県          | 達磨寺                                                    | マラソンランナー   |
| 関東・甲信   | 栃木県          | 日光輪王寺                                                | マラソンランナー   |
| 関東・甲信   | 埼玉県 川越市   | 時の鐘                                                    | マラソンランナー   |
| 関東・甲信   | 茨城県          | 筑波山                                                    | マラソンランナー   |
| 関東・甲信   | 千葉県          | 鴨川シーワールド                                          | マラソンランナー   |
| 中部・北陸   | 愛知県          | ナゴヤドーム ドアラ                                       | チアリーダー       |
| 中部・北陸   | 静岡県          | スズキ・パレット                                          | マラソンランナー   |
| 中部・北陸   | 岐阜県          | 下呂温泉ホテルくさかべアルメリア                          | マラソンランナー   |
| 中部・北陸   | 新潟県          | ゆきちゃん 雪国まいたけ                                   | マラソンランナー   |
| 中部・北陸   | 富山県          | 剣岳                                                      | マラソンランナー   |
| 中部・北陸   | 石川県          | 兼六園                                                    | マラソンランナー   |
| 中部・北陸   | 三重県          | おかげ横丁                                                | マラソンランナー   |
| 近畿（関西） | 京都府          | 東映太秦映画村                                            | くノ一             |
| 近畿（関西） | 和歌山県        | 白良浜紀ノ國戦隊紀州レンジャー                            | マラソンランナー   |
| 近畿（関西） | 大阪府          | トンボリステーション                                      | マラソンランナー   |
| 近畿（関西） | 滋賀県          | ミシガン船 フナ寿司                                       | マラソンランナー   |
| 近畿（関西） | 奈良県          | 奈良公園                                                  | マラソンランナー   |
| 近畿（関西） | 福井県          | 越前そばの里                                              | マラソンランナー   |
| 近畿（関西） | 兵庫県          | 南京町                                                    | マラソンランナー   |
| 中国・四国   | 広島県          | デオデオ VIERA                                            | デパート店員       |
| 中国・四国   | 鳥取県          | 水木しげるロード                                          | マラソンランナー   |
| 中国・四国   | 島根県          | 鬼太郎フェリー ねずみ黒岩・ぬりかべ岩                     | マラソンランナー   |
| 中国・四国   | 山口県          | いろり山賊 名物店員 山賊の若武者藤吉郎                    | マラソンランナー   |
| 中国・四国   | 岡山県          | 倉敷                                                      | マラソンランナー   |
| 中国・四国   | 徳島県          | あすたむらんど徳島                                        | マラソンランナー   |
| 中国・四国   | 香川県          | 香川サーパスタジアム 香川オリーブガイナーズ・西田真二監督 | マラソンランナー   |
| 中国・四国   | 愛媛県          | 伊予鉄道・坊っちゃん列車                                  | マラソンランナー   |
| 中国・四国   | 高知県          | 坂本龍馬像                                                | マラソンランナー   |
| 九州・沖縄   | 福岡県          | キャナルシティ博多 味の明太子ふくや                       | 店頭販売員         |
| 九州・沖縄   | 宮崎県          | 東国原英夫宮崎県知事                                      | マラソンランナー   |
| 九州・沖縄   | 大分県          | JR別府駅 ソニック                                         | マラソンランナー   |
| 九州・沖縄   | 鹿児島県        | 桜島                                                      | マラソンランナー   |
| 九州・沖縄   | 熊本県          | 熊本城                                                    | マラソンランナー   |
| 九州・沖縄   | 佐賀県          | 吉野ヶ里町歴史公園                                        | マラソンランナー   |
| 九州・沖縄   | 長崎県          | グラバー園                                                | マラソンランナー   |
| 九州・沖縄   | 沖縄県          | シーサー像                                                |                    |

## その他
中部・北陸版のみ、中日ドラゴンズのマスコットであるドアラが登場している。
脚本・シリーズ構成を担当した三条は、雑誌『オトナアニメ』のインタビューで、本作に登場する鬼太郎が恋をする人間の少女・風祭華をテレビアニメ第3シリーズに登場した天童ユメコのオマージュだと明かしている。鏡爺は第3シリーズでユメコが初登場したときの妖怪であり、劇場版で華と共に登場させるためにあえてテレビシリーズでは出さなかったという。

## 「劇場版 ゲゲゲの鬼太郎 日本爆裂」製作委員会
- フジテレビ
- 読売広告社
- 木下工務店
- BANDAI
- 東映
- 東映ビデオ
- 東映アニメーション